# Ketapang Kuning
Ketapang Kuning is een bestuurslaag in het regentschap Jombang van de provincie Oost-Java, Indonesië. Ketapang Kuning telt 2763 inwoners (volkstelling 2010).